# 迪延阿贵庙
迪延阿贵庙（简称“迪延庙”），赐名“阴阳极乐寺”，藏语名“额温钦德令”，位于内蒙古自治区鄂尔多斯市鄂托克旗阿尔巴斯苏木乌仁都西嘎查，是一座藏传佛教格鲁派寺院。

## 简介
迪延庙原是修行佛教者坐禅的天然洞窟区。民国十年（1921年），鄂托克旗高僧扎拉森敖斯尔班智达利用天然洞窟修建佛教殿堂。迪延庙奉行密宗教仪，是中国四大胜乐金刚圣地之一，也是鄂尔多斯地区藏传佛教寺院喇嘛和地母（即女性教徒）全修的场所。
迪延庙由大经堂、坛城殿、舍利殿、地母殿等建筑，以及胜乐金刚洞、莲花生洞、度母洞、不动佛洞、药师洞、时轮金刚洞、弥勒佛洞等十三座石窟，还有敖包、红塔、绿塔组成。重建后的大经堂中，供奉释迦牟尼及其两大弟子、宗喀巴及其两大弟子、莲花生及其两大弟子、那若行空佛母等十尊大佛塑像。除了农历每月初十日固定举办法会外，还举办甘珠尔经会，以及供祭胜乐金刚、五大神法会。
迪延庙庙区有五眼药用矿泉，可以辅助治疗胃病、眼病、皮肤病、妇科病。迪延庙位于西鄂尔多斯自然保护区中心，既为鄂托克旗宗教活动点，又为文物保护点及旅游景点。改革开放之后，此处已建成集宗教、旅游、疗养于一体的观光区。